# إدارة الاتصال الدولي للجنة المركزية للحزب الشيوعي الصيني
إدارة الاتصال الدولي للجنة المركزية للحزب الشيوعي الصيني، المعروفة باسمها السابق الإدارة الدولية (ID)، هي وكالة تابعة للجنة المركزية للحزب الشيوعي الصيني المسؤولة عن إدارة العلاقات والتأثير على الأحزاب السياسية الأجنبية، ومراكز الفكر، والأكاديميين.  

## التاريخ
تأسس القسم عام 1951، وتم تكليفه بالإشراف على العلاقات مع الأحزاب الشيوعية الأجنبية، خاصة الحزب الشيوعي للاتحاد السوفيتي والكتلة الاشتراكية. أصبح تفويض ILD أكثر أهمية بعد الانقسام الصيني السوفياتي، حيث بدأ الحزب بقوة في البحث عن مؤيدين لموقفه بين الأحزاب الشيوعية العاملة في الخارج.  بعد ذلك حافظت على العلاقات بين الحزب الشيوعي الصيني والأحزاب الماوية في جميع أنحاء العالم، وغالبا ما حاولت إثارة الثورة في الخارج من خلال تحويل الأموال والموارد إلى الجماعات اليسارية والمتمردين.   من عام 1962 حتى النصف الأول من الثورة الثقافية، كانت العلاقات الخارجية تجري بشكل رئيسي من قبل كانغ شنغ نيابة عن اللجنة الدائمة للمكتب السياسي.
في الثمانينيات تحت حكم دنغ شياو بينغ، وسعت مهمتها لتشمل تنمية العلاقات مع الأحزاب غير الشيوعية، وتخلت عن أهدافها الثورية العلنية. في هذا العصر، سعت الوزارة إلى إقامة علاقات مع «أي حزب سياسي أجنبي كان على استعداد للقائه».  مع نهاية الحرب الباردة وانهيار الاتحاد السوفياتي، أصبحت مهمة معهد الحرية والديمقراطية الموسعة في التعامل مع الأحزاب عبر الطيف السياسي أكثر أهمية. 

## قائمة المديرين
مدراء معهد الحرية والديمقراطية: 
- وانغ جيا شيانغ (1951 - مارس 1966)
- ليو نينجي (تمثيل ؛ يونيو 1966 - أبريل 1968)
- جنج بياو (يناير 1971 - يناير 1979)
- جي بينجفي (يناير 1979 - أبريل 1982)
- كياو شي (أبريل 1982 - يوليو 1983)
- كيان ليرين (يوليو 1983 - ديسمبر 1985)
- تشو ليانغ (ديسمبر 1985 - مارس 1993)
- لي شوتشنغ (مارس 1993 - أغسطس 1997)
- داي بينجو (أغسطس 1997 - مارس 2003)
- وانج جياروي (مارس 2003 - نوفمبر 2015)
- Song Tao (نوفمبر 2015 - الآن)

## روابط خارجية
- الموقع الرسمي